# اختبار مجال الرؤية
اختبار مجال الرؤية أو اختبار مدى البصر هو فحص للعين يُتيح الكشف عن الاختلالات الوظيفية في مجال الرؤية (المحيطية والمركزية) والتي قد تنتج بسبب حالات طبية مختلفة مثل الجلوكوما، السكتة الدماغية، وأمراض النخامية، أورام الدماغ أو المشاكل العصبية الأخرى. يمكن إجراء اختبار مجال الرؤية سريريًا من خلال إبقاء نظر الشخص ثابتا على عنصر منظور يتحرك في أماكن مختلفة داخل مجالها البصري، كما يمكن لإجراء الاختبار باستخدام معدات يدوية بسيطة مثل اختبار الشاشة التماسية أوشبكة آمسلر، وتسمي هذه الآلات مقياسات مجال الرؤية
يُمكن للفني أن يقوم بإجراء الاختبار بطرق متعددة، سواء بالطريقة المباشرة أو باستخدام الأجهزة، أو إجراء الاختبار كلية بشكل آلي. وتساعد الأجهزة في تشخيص المريض من خلال السماح بالطباعة المفصلة لنتيجة اخبار مجال الرؤية للمريض.
يتضمن الاختبار أسماء أخرى مثل مقياس مجال الرؤية أو اختبار الشاشة المماسية أو اختبار مقياس مجال الرؤية التلقائي أو اختبار غولدمان لمجال الرؤية أو اختبار المجال لهمفري.

## طرق إجراء الاختبار
تتضمن الطرق المستخدمة لإجراء هذا الاختبار كل من:
- اختبار مجال الرؤية بالمواجهة (اختبار دوندر): حيث يكون كل من المختبر والمريض في مواجهة أحدهما الآخر بفاصل 1 متر تقريبا، ثم يطلب المُختبِر من المريض أن يغطي إحدى عينه وأن ينظر له بالعين الأخرى، ويقوم المختبِر بالعكس، فعندما يغطي المريض عينه اليمنى، يغطي المختبر عينه اليسرى والعكس بالعكس. ثم يقوم المختبر بتحريك يده خارج المجال البصري للمريض (وهو نفسه المجال البصري للمختبِر) ثم يعيدها مرة أخرى ببطئ، ويطلب من المريض أن يخبره بمجرد رؤية يده، وهذه الطريقة تحدث بشكل متكرر كاختبار بسيط ومبدئي.

## قياس مجال الرؤية
يعتبر قياس مجال الرؤية (باستخدام الآلات) هو الطريق المُتبع لاختبار مجال الرؤية بشكل منهجي. كما أنه قياس منهجي لحساسية الضوء التفاضلية في مجال الرؤية. ويقوم قياس مجال الرؤية بالرسم والتحديد الدقيق لمجال الرؤية، خاصةً أقصي حدوده الطرفية.
يشيع استخدام قياسات مجال الرؤية الآلية على نطاق واسع، وتشمل تطبيقاته كل من: تشخيص المرض، واختيار الوظيفة، وتقييم الكفاءة البصرية، وكاختبار تحر في المدارس أو المجتمع، والاختبارات العسكرية، وتصنيفات الإعاقة.
أنواع مقياسات مجال الرؤية
الشاشة المماسية
تستخدم أبسط أشكال قياس مجال الرؤية شاشة مماسية بيضاء. ويتم اختبار الرؤية من خلال عرض دبابيس مختلفة الحجم متصلة بعصا سوداء، والتي يمكن نقلها على خلفية سوداء. ويمكن أن تكون هذه الدبابيس بيضاء أو ملونة. 

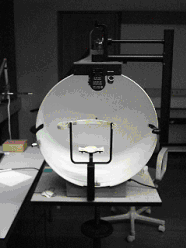
مقياس مجال الرؤية لغولدمان
يُمثل مقياس مجال الرؤية لغولدمان وعاء كروي أبيض مجوف يوضع على مسافة محددة أمام المريض. ويجلب المختبر أضواء اختبار متغيرة في الحجم والشدة، وقد يتحرك الضوء من الطرف نحو الوسط (قياس مجال الرؤية المتحرك)، أو قد يظل ثابتا في مكانه (قياس مجال الرؤية الثابت). وتُعتبر طريقة غولدمان قادرة على اختبار نطاق الرؤية المحيطية بشكل كامل، وقد تم استخدامها لسنوات خلال متابعة تغيرات الرؤية في مرضى الجلوكوما.  إلا أنه في الوقت الحاضر يشيع استخدام قياس مجال الرؤية الآلي.
قياس مجال الرؤية الآلي
يَستخدم قياس مجال الرؤية الآلي مثيرات ضوئية (مثل الصور أو الضوء) متحركة بواسطة جهاز القياس، وعندما يرى المريض الصورة يقوم بالضغط على زر. ويُطلق على استخدام خلفية بيضاء وأضواء متزايدة السطوع اسم «قياس مجال الرؤية الأبيض المتراكب». ويُعتبر هذا النوع هو الأكثر استخدامًا في الممارسة السريرية، وفي التجارب البحثية التي يتم فيها قياس مجال الرؤية. ومع ذلك، فإن حساسية هذا النوع من القياس تكون منخفضة، وكذلك تكون المتغيرات عالية نسبياً؛ حيث أنه يحدث فقدان ما يصل إلى 25-50% من مستقبلات للضوء قبل أن يتم اكتشاف وجود تغييرات في حدة الرؤية البصرية. وتُعتبر هذه الطريقة شائعة الاستخدام للكشف المبكر عن البقع العمياء. وفي هذه الطريقة يجلس المريض أمام قبة (صنعاية) صغيرة مقعرة موجودة في آلة صغيرة بها هدف منظور في المنتصف. ويريح المريض ذقنه على الجهاز فيما تُغطى العين التي لا يتم فحصها. ويتم إعطاء زر للمريض ليستخدمه خلال الاختبار. ويُضبط المريض أمام القبة ويطلب منه التركيز على الهدف المنظور في المنتصف. ثم يضيء جهاز الكمبيوتر أضواء ويقوم المريض بالنقر على الزر كلما رئى الضوء. وبعدها يقوم الكمبيوتر تلقائيًا برسم وحساب مجال الرؤية للمريض. 
مقياس مجال الرؤية المصغر
يقوم مقياس مجال الرؤية المصغر بتقييم بقعة الشبكية بطريقة محوسبة.

## طرق عرض المثيرات

### قياس مجال الرؤية الثابت
تختبر قياسات مجال الرؤية الثابتة أماكن مختلفة في مجال الرؤية كل على حدة، فأولا يتم تقديم ضوء خافت في مكان معين، وإذا لم يرى المريض الضوء فإن الضوء يصبح أكثر إشراقاً بشكل تدريجي حتى يراه المريض. ويسمى أدنى سطوع مطلوب ليتمكن المريض من رؤيته بمستوى حساسية العتبة لهذا الموقع. ويحدث تكرار لهذا الإجراء في عدة مواقع أخرى حتى يتم اختبار مجال الرؤية بالكامل. 

### قياس مجال الرؤية المتحرك
يستخدم قياس مجال الرؤية المتحرك مثيرا ضوئيا متحركًا يتحكم فيه المُختبر كما في قياس مجال الرؤية لغولدمان. فأولا يتم استخدام ضوء الاختبار ثانب الحجم والسطوع. ويتحرك الضوء من أقصي الطرف إلى الوسط للحد الذي يُمكن للمريض أن يراه، ويتكرر ذلك من اتجهات مختلفة. ويؤدي تكرار ذلك بشكل كاف إلى معرفة حد الرؤية لهذا الهدف. ويتم تكرار الإجراء باستخدام أضواء مختلفة تكون أكبر حجما أو أكثر سطوعًا من ضوء الاختبار الأصلي.

## روابط خارجية
- تطبيق اختبار شبكة آسملر من برمجيات Ossibus
- اختبار مجال الرؤية المجاني